# Elizabeth Medora Leigh

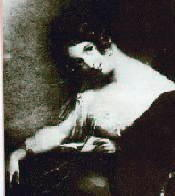
Medora Leigh, um 1834

Elizabeth Medora Leigh (* 15. April 1814 auf Newstead Abbey in Nottinghamshire; † 28. August 1849 in Versols-et-Lapeyre, Aveyron) war eine britische Adelige und vermutlich die uneheliche Tochter des Dichters Lord Byron.

## Leben
Elizabeth Medora Leigh war offiziell die dritte Tochter des königlichen Stallmeisters George Leigh (1781–1850) und das vierte Kind seiner Ehefrau Hon. Augusta Byron (1783–1851). Da ihre Mutter seit 1811 von ihrem stark verschuldeten Ehemann Colonel Leigh getrennt lebte, gilt es als biographisch wahrscheinlich, dass sie die Tochter des Halbbruders ihrer Mutter, Lord Byron (1788–1824), war. 
Mit 15 Jahren zog Medora, wie sich Elizabeth Medora selbst nannte, nach Canterbury zu ihrer älteren Schwester Georgina (1808–1866) und deren Ehemann Henry Trevanion, den diese drei Jahre zuvor geheiratet hatte. Mit 16 hatte Medora Leigh eine Liebesbeziehung zu Henry Trevanion. Aus der Verbindung ging im April 1830 ein Sohn hervor. Zur Vertuschung der Schwangerschaft waren Medora, Georgina und Henry im Januar 1830 nach Calais gereist. Der Sohn wurde sogleich einer Amme übergeben und kam dann zu Adoptiveltern; Leigh wurde von der Familie Trevanion zurück zu ihrer Mutter Augusta Leigh geschickt, die als Hofdame der Königin in London lebte und nichts von der Beziehung ihrer Tochter zu Trevanion wusste. Dieser besuchte Medora Leigh sehr oft in London, betrieb mit ihr Bibelstudien, und Medora wurde wieder schwanger. Obwohl Augusta Leigh eine Abtreibung angeraten hatte, wollte Medora das Kind. Hierzu zog Medora mit den Trevanions zunächst in ein abgeschiedenes Landhaus in der Nähe von Bath, bevor sie von Colonel Leigh nach London geholt wurde, wo das Kind tot geboren wurde. Henry Trevanion befreite sie aus der dortigen Gefangenschaft und floh mit ihr nach Frankreich, wo das Paar sich in der Normandie als Monsieur und Madame Aubin niederließ. Heiraten konnten sie nicht, da Trevanions Scheidungsantrag abgelehnt wurde. Es folgten nun mehrere Fehlgeburten. Medora Leigh entschied sich nun mit 18 Jahren für ein Leben in einem Kloster in der Bretagne.
Medora Leigh und ihre Tochter wurden jahrelang finanziell und emotional von Lady Byron (1792–1860) unterstützt, später von der einzigen legitimen Tochter von Lord Byron, Ada Lovelace (1815–1852).
Im Kloster wurde Leigh erneut schwanger und zog wieder mit Henry Trevanion zusammen. Im Mai 1834 wurde ihre Tochter Anna Violette Leigh (1834–1873), genannt Marie, geboren. Daraufhin stellte ihre Mutter die finanzielle Unterstützung ein. Trevanion verliebte sich nun in eine andere Frau und Medora Leigh, die seine neue Geliebte in der gemeinsamen Wohnung, einem kleinen Wasserschloss, bedienen musste, erkrankte im Frühjahr 1838 an einer langwierigen Lungenentzündung, in deren Verlauf sie sich in ihren Arzt Carrel verliebte. Mit dessen Unterstützung verließ sie mit der vierjährigen Marie das Schlösschen im August 1838 und bezog mit ihrer Tochter eine Unterkunft in Pontivy. Im Frühjahr 1839 erkrankte sie wieder schwer und wandte sich mit der Bitte um finanzielle Unterstützung an die vermögende Lady Byron, mit der sie sich, nun als 26-jährige Frau, in Tours traf und von ihr nach Paris mitgenommen wurde. Dabei erfuhr Medora Leigh, dass sie einem inzestuösen Verhältnis entstammte. In Paris trafen sie Lady und Lord Lovelace und Medora Leigh erwies sich als Halbschwester von Ada Lovelace.
Im Mai 1842 kehrten Lady Byron und Medora Leigh nach England zurück und wohnten in London, bevor sie ein Landhaus in der Nähe von Ockham Park in Surrey bezogen. Im Juli reisten Medora und Marie mit einem Dienerpaar an die französische Riviera.
Später ging Medora Leigh eine weitere Affäre mit einem französischen Offizier (Captain Barrallier) ein, mit dem sie im Sommer 1843 nach England reiste. Daraufhin beendete Lady Byron die jährliche Zuwendung an Medora. Ende 1844 zog diese, nun unabhängig von ihrer Mutter, wieder nach Südfrankreich. Die Affäre endete letztlich mit seinem Diener, einem ehemaligen Sergeanten namens Jean-Louis Taillefer. Aus der gemeinsamen Verbindung ging am 27. Januar 1847 ein Sohn, (Jean-Louis) Elie (1847–1900), hervor. Am 23. August 1848 heirateten die beiden Liebenden und gaben damit den Kindern eine Legitimation. Im Jahr darauf starb Madame Taillefer an den Folgen einer tuberkulösen Meningitis und wurde auf dem Friedhof von Versols-et-Lapeyre bestattet.
Ihre Tochter Anna Violette „Marie“ Leigh, die mit 15 Jahren als Landarbeiterin ihren Lebensunterhalt verdiente, trat 1856 als Schwester St. Hilaire einem Nonnenkloster bei, und ihr Sohn wurde römisch-katholischer Priester in Aveyron.